# 安原義人
安原義人（日语：／ Yasuhara Yoshito，1949年11月17日—），日本男演員、配音員、旁白。身高168cm。B型血。
本名相同。Theatre Echo所屬。出身於兵庫縣相生市。妻子木村有里同樣從事演員和配音工作。

## 生平
安原義人畢業於東洋大學附屬姬路高等學校。高中畢業之後，安原直接前往東京發展。當初加入劇團青俳培訓學校學習，1年之後成為該劇團所屬的團員。後來因為觀賞Theatre Echo舉辦的舞台表演，因此從1969年4月起加入現在所屬的Theatre Echo劇團。
加入Theatre Echo之後的初期，安原拜劇團的前輩、山田康雄為師，演過《11隻貓》《表裏源內蛙合戰》《珍譯聖書》等多齣舞台劇。1970年，安原參加配音的第一份工作是，美國電視影集《二二二教室》的日語配音，從此他也開始參加日本動畫的配音工作。
1987年，安原以演員身份在電視劇《JUNGLE》第一次演常駐角色。
1995年，師父山田去世之後，其舞台劇的飾演角色大部分由安原繼承。稍早，安原曾經代替山田幫格雷厄姆·查普曼主演電影《人生七部曲》進行日語配音。山田去世之後，遊戲《聖杯傳奇》登場的同名角色才由安原繼承。

## 人物
安原於1970年在配音業界出道之後，主要參加海外電影和電視影集的日語配音。當中又以滑稽型角色是他最擅長的。尤其從美國演員米基·洛克開始，安原還擔任過凱文·貝肯、蓋瑞·歐德曼、比爾·莫瑞、梅爾·吉勃遜、羅賓·威廉斯、李察·吉爾等人的日語配音。
其中，安原在NHK教育播出的幼教布偶節目《Round the Twist》幫角色科米蛙進行配音時，使用的不是男低音的音質，而是男高音。NHK播出電視劇《大偵探波洛》方面，劇中角色亞瑟·海斯亭上尉〈Hugh Fraser 飾演〉的日語配音者富山敬死去之後，安原繼承了該角色的日語配音（後來進行實質再放送的追加錄音也由安原擔任）。
還有，梅爾·吉勃遜主演代表作《衝鋒飛車隊》（日本電視台播出）開始，衝鋒飛車隊所有系列的BD版日語配音全都由安原擔任。
日本動畫方面，安原除了繼承角色的配音之外，還配過冷酷型、常拍人馬屁的反派及知識份子等類型的角色。
安原在踴躍參演電視連續劇或舞台表演期間，在電視劇《JUNGLE》系列或《熱中時代》中講帶著日式英文的日語進行演戲。
安原在參演漫畫家北條司作品《貓眼三姊妹》（聲演男主角內海俊夫）電視動畫版的配音之後，下一部動畫《城市獵人》主角羽獠的聲優有9成9機率認定繼續由安原擔任，但是安原當時正忙著電視劇《JUNGLE》的演員工作。結果，冴羽獠的聲優決定由神谷明擔任，還有，神谷從Theatre Echo時期與安原有不錯的交情。
2015年9月5日，安原在美國電視影集《末日孤艦》的記者會宣布自己曾經離過一次婚。
特長：關西方言。

## 演出
粗體字表示主要角色。

### 電視劇
日本電視台
- 少爺（1970年）
- 傳七捕物帳（日语：伝七捕物帳）（1973年，與UNION電影（日语：ユニオン映画）共同製作）
- 向太陽怒吼！（日语：太陽にほえろ!）（與東寶共同製作）
  - 第198話「別死啊！淳」（1976年）－城南署刑事
  - 第275話「迷路」（1977年）－神原出版社員
  - 第423話「溫柔的戰士們」（1980年）－娛樂取材記者
  - 第676話「地圖上不存在的道路」（1985年）－宮田敬一
  - 向太陽怒吼！PART2（日语：太陽にほえろ!#終盤〜PART2（1984〜1987年)） 第4話「人是我殺的」（1986年）－森下醫師
- （1978年，與UNION電影共同製作）
  - 第11話「三馬鹿三番叟」－刑事
  - 第32話「有20億圓不是夢！」－私人偵探
- 熱中時代（與UNION電影共同製作）
  - 老師篇 (第1系列) 第6話「熱中先生子連れ旅」（1978年）－劇團「蜘蛛巢」團員[注 1]
  - 刑事篇 第24話「女裝刑事vs殺人鬼」（1979年）－歌川令太
  - 先生篇 (第2系列)（1980年－1981年）－山形羅伯特
- 小子（日语：キッド (テレビドラマ)）（1981年）－間互公一
- JUNGLE／NEW JUNGLE（日语：ジャングル (テレビドラマ)）（1987年－1988年，與東寶共同製作）－明石龜男警部補

其它電視台
- 大盗賊（日语：大盗賊 (テレビドラマ)）（1974年，富士電視台／國際放映（日语：国際放映））
- 青之焰 第4話（2014年，東京電視台）－青年／聲音

### 電視動畫
1971年
- 原始少年隆（日语：原始少年リュウ）

1972年
- 科學小飛俠（伊利亞 等）

1973年
- 網球甜心
- 極真派空手道（日语：空手バカ一代）（瀨川）
- 魔投手
- 再造人卡辛（羅梅羅）
- 根性青蛙
- （黑兵衛的飼主）

1974年
- 宇宙戰艦大和號（太田健二郎、相原的父親、亞瑞塔拉、比梅拉星長老）
- 昆蟲物語 新孤兒哈奇（英语：昆虫物語 みなしごハッチ）
- 柔道讚歌（日语：柔道讃歌）
- 瓢蟲之歌（一週火兒）

1975年
- 時間飛船（猿飛佐助）
- 勇者萊汀（伍爾夫西城）
- 月光女俠（拉布雷、路易 等）

1976年
- 元祖天才傻鵬（日语：元祖天才バカボン）（債主、職業安定所所員）
- 太空五小義 哥頓（津波豪）
- 大飯桶（日语：ドカベン）（微笑三太郎[13]、田三吉）
- 布洛卡軍團IV 無敵飛天俠（飛鳥天平[14]）

1977年
- 棒球少年貫太（日语：一発貫太くん）（番長）
- 漫畫偉人物語（日语：まんが偉人物語）
- 野球狂之詩（日语：野球狂の詩）（千藤光）
- 小雙俠 (1977年版)（魯道夫、明民）
- 若草的夏洛特（日语：若草のシャルロット）（山迪）

1978年
- 咪咪流浪記
- 宇宙戰艦大和號2（太田健二郎）
- 銀河鐵道999（青年、影の男、假哈洛克（日语：ハーロック））
- 大雪山的勇者 牙王（日语：大雪山の勇者 牙王）（義人）
- 窈窕淑女（鬼島森吾[15]）
- 佩琳物語（伯爵）
- 無敵鋼人泰坦3（拉德）

1979年
- 宇宙戰艦大和號 新的旅程（太田健二郎[16]）
- 怪盗魯邦813之謎（傑克刑事[17]）
- 科學小飛俠II（何賽）
- The☆超人力霸王（木下）
- 新·巨人之星II（難波爽）
- Z超人（日语：ゼンダマン）（超德太子、讓、基督徒）
- 黑豹傳奇（醍醐大瀧[18]）
- 巴黎的伊莎貝爾（日语：巴里のイザベル）（喬爾）
- 凡爾賽玫瑰（路易十六）
- 未來機器人 達爾達尼亞斯（柊彈兒、札爾軍士兵、賽安）
- 魯邦三世 (TV第2系列)（日语：ルパン三世 (TV第2シリーズ)）（沖田總司、堀部安兵衛）

1980年
- 宇宙大帝西格瑪神（朱里野口[19]）
- 傳說巨神伊甸王（基拉寧·柯爾波克）
- 萬能戰士無比敵（記者機器人、祭典機器人）
- 尼爾斯的不可思議之旅（摩爾登）
- 大白鲸（旁白）
- 魯邦三世 (TV第2系列)（克連斯基）

1981年
- 最強機器人大王者（畢沙羅）
- 六神合體Godmars（馬齊爾）
- 忍者小靈精

1982年
- 怪物小王子 (1980年版)
- 雷鳥2086（安東雷）
- 電子神童（銀八老師）
- SPACE COBRA（杜貝爾）
- The♥南瓜酒（俊介）
- 小麻煩千惠（瓢六）
- 心跳今夜（江藤望里）
- 哆啦A夢 (大山羨代版)（胖虎的親戚）
- 飛屋大冒險（日语：トンデラハウスの大冒険）（待夢時男）
- 魔法公主 明琪桃子（日语：魔法のプリンセス ミンキーモモ）（喬尼、麥爾）
- 銀河疾風流離我（おしゃべりニック）
- 帕塔里洛（日语：パタリロ!）

1983年
- 貓眼三姊妹（內海俊夫）
- 銀河疾風流離我（旁白）
- 猿飛小忍者（日语：さすがの猿飛）（喬治）
- 特裝機兵多爾巴克（麥爾賽爾）
- 小超人帕門 (1983年版)（鳥人 等）
- 魔法小天使（村上隆志）
- 美雪、美雪（易者）

1985年
- 福星小子
- 搞怪拍檔（西德尼）
- 高校！奇面組（日语：ハイスクール!奇面組）（石砂拓真）
- 魯邦三世PartIII（日语：ルパン三世 PartIII）（麥克）
- 咪姆多彩夢幻之旅

1986年
- 綠野仙蹤（稻草人）
- 鬼太郎 (第3作)（假老鼠）
- 青春動畫全集（日语：青春アニメ全集）（坊）
- 北斗神拳（雲之重佐）
- 魔法偶像粉彩筆由美（日语：魔法のアイドルパステルユーミ）（花園一郎）
- 楓葉鎮物語（帕夫）

1987年
- Q太郎 (1985年版)（ 等）

1992年
- 龍馬英雄（日语：お〜い!竜馬）（吉田松陰）

1996年
- 酷妹當家（怪盗拉邦）
- 浪客劍心（四乃森蒼紫）

1997年
- 白鯨傳說（日语：白鯨伝説）

1998年
- DT戰士（日语：DTエイトロン）（Dr.）

2000年
- WILD ARMS ～Twilight Venom～（日语：ワイルドアームズ トワイライトヴェノム）（瓦雷利亞）

2001年
- PaRappa the Rapper（日语：パラッパラッパー）（青蛙老師）

2002年
- 超齡細公主（妖精王）

2003年
- 京極夏彥巷說百物語（彌作）

2004年
- 銀河鐵道物語（大山敬）
- 魔法少年賈修（杜隆瑪）
- Monkey Punch漫畫活動大寫真（日语：モンキーパンチ漫画活動大写真）
- MONSTER（奧托·海克爾[20]）

2005年
- 怪醫黑傑克（諏訪道彥）

2008年
- 致命紫羅蘭：編號044（日语：ウルトラヴァイオレット#テレビアニメ）（巴克警部）

2013年
- 聖鬥士星矢Ω（克勒利斯）
- 遊☆戲☆王ZEXAL II（水母學長）
- ONE PIECE（貝加龐克）

2014年
- 蠟筆小新（侍酒師）
- 東京ESP（鍋島警部[21]）

2015年
- 怪盗Joker 第2期（法蘭克）

2016年
- 最終騎士（羅德尼）

2017年
- 名偵探柯南（淺田公彦）
- HEYBOT！（日语：ヘボット!）
- 小魔女學園（經理）
- 異世界食堂（執事）

2018年
- 小松先生 第2期（夏札）
- 刃牙 (第2作)（傑夫）
- 雷頓神秘偵探社 ～卡特莉的解謎事件簿～（唐納德·阿爾賓[22]）
- 黃金神威 第二期（門倉看守部長）
- FAIRY TAIL（歐加斯特[23]）

2019年
- BEM（日语：BEM (テレビアニメ)）（本部長[24]）
- 索斯機械獸WILD ZERO（沃爾塔·波曼）

2020年
- GREAT PRETENDER（詹姆士·柯曼）
- 黃金神威 第三期（門倉看守部長）

2021年
- 麵包超人（長椅先生）

2022年
- 相愛相殺（搜查官、阿貝爾·丹克沃斯）
- 黃金神威 第四期（門倉前看守部長）
- Delicious Party ♡ 光之美少女（津加）

2023年
- 重生者的魔法一定要特別（烏祖肯）
- SHY靦腆英雄（伊薩克）

2024年
- 烏は主を選ばない（朔王）
- 蠟筆小新（小鯛仁）

2025年
- 藥師少女的獨語 第2期（老宦官）
- 神統記（阿弗里德爾）
- 新吊帶襪天使（達里奧）

### 電影動畫
1973年
- 熊貓家族 下雨天的馬戲團之卷（巡警）

1977年
- 劇場版 宇宙戰艦大和號（太田健二郎[25]）

1978年
- 再見了，宇宙戰艦大和號 愛的戰士們（日语：さらば宇宙戦艦ヤマト 愛の戦士たち）（太田健二郎[26]）

1979年
1980年
- 永遠的大和號（太田健二郎[27]）

1982年
- 沒有大象的動物園
- 對馬丸 -再見沖繩-（宮里）
- 高科技警察21C（日语：テクノポリス21C）（壬生京介）

1983年
- 宇宙戰艦大和號 完結篇（太田健二郎[28]）
- 小超人帕門：鳥人來了!!（鳥人）
- 欣賞職棒享受10倍快樂的方法（日语：プロ野球を10倍楽しく見る方法）

1984年
- 超人洛克（日语：超人ロック）（山木隆[29]）
- 欣賞職棒享受10倍快樂的方法 PART2（コバヤシ）

1985年
- 忍者哈特利+小超人帕門：忍者怪獸吉波VS奇蹟蛋（日语：忍者ハットリくん+パーマン 忍者怪獣ジッポウVSミラクル卵）（鳥人）

1986年
- 天空之城（路易[30]）
- 打開門扉（日语：扉を開けて (小説)#アニメ映画）（黑騎士）
- 劇場版 高校！奇面組（日语：ハイスクール!奇面組）（石砂拓真）

1987年
- 王立宇宙軍 ～歐尼亞米斯之翼～（尼卡勞特）

1997年
- 橡子的家（日语：どんぐりの家）（安田老師）

1998年
- 歡迎來到羅德斯島！（亞修拉姆）

1999年
- 金田一少年之事件簿2：殺戮的深藍（若林信）

2002年
- 哈姆太郎：哈姆哈姆哈姆迦！夢幻的公主（サバクーニャ）

2003年
- Pa-Pa-Pa The☆Movie 小超人帕門（鳥人）

2004年
- （鳥人）

2005年
- ONE PIECE 祭典男爵與神祕島（布利夫）

2007年
- 河童之夏（老伯[31]）

2017年
- 劇場版 魔法科高中的劣等生：呼喚繁星的少女（兼丸孝夫）

### OVA
1985年
- 戰區88（神崎悟）

1986年
- 加州危機 追擊的槍火（日语：カリフォルニア・クライシス 追撃の銃火）（諾耶拉）

1987年
- 幽靈電車（日语：X電車で行こう）（落合導演[32]）

1988年
- 神州魑魅變（日语：神州魑魅変）（寒月一凍）

1989年
- 銀河英雄傳說（波里斯·柯尼夫）

1991年
- 愛麗絲 ～Monkey Punch的世界～（日语：アリス・ザ・ワイルド）（鈍次郎長）

1992年
- 愛物語 9 LOVE STORIES（日语：愛物語）
- 創世機士凱亞斯（日语：創世機士ガイアース）

1993年
- 寺島町奇譚 
- 難波金融傳 南街的帝王（日语：難波金融伝・ミナミの帝王#OVA（アニメ）版）（萬田銀次郎）

1994年
- 火星（日语：マーズ (漫画)）（拉）

1997年
- 龍機傳承（蘭道爾）

1999年
- 宇宙海盜哈洛克傳奇 尼伯龍根的指環（日语：ニーベルングの指環 (漫画)）（阿爾貝里希）

2007年
- 銀河鐵道物語 ～被時間遺忘的行星～（摩德斯特·伊休特）

2012年
- 浪客劍心 新京都篇（四乃森蒼紫）[注 2]

2018年
- 紫羅蘭永恆花園 Extra Episode「有朝一日妳也一定會理解“愛”」（阿爾德·莫里尼）[注 3]

### 網路動畫
2018年
- B：彼之初（男）

2019年
- 列比烏斯（雷蒙·斯塔特斯）

2022年
- 電馭叛客：邊緣行者（吉米·黑咲）
- LUPIN ZERO（魯邦一世[33]）

### 遊戲
1985年
- 宇宙戰艦大和號（LD遊戲）（太田健二郎）

1995年
- EMIT（神秘老人）

1996年
- 浪客劍心 維新激鬥篇（四乃森蒼紫）

1997年
- 浪客劍心 十勇士陰謀篇（四乃森蒼紫）

1999年
- 宇宙戰艦大和號 遙遠之星（太田健二郎）
- JoJo的奇妙冒險（荷爾·荷斯、J.凱爾）[注 4]
- JoJo的奇妙冒險 未來的遺產（荷爾·荷斯、J.凱爾）

2000年
- 再見了，宇宙戰艦大和號（太田健二郎）

2002年
- 星際大戰：俠盜中隊 II（日语：スター・ウォーズ ローグ スコードロン II）（藍道·卡利森）

2003年
- 白中探險社（日语：白中探険部）（藤枝一弘）

2004年
- 宇宙戰艦大和號 對伊斯坎達爾的追憶（太田健二郎）
- 超級機器人大戰GC（彈兒）

2005年
- 宇宙戰艦大和號 暗黑星團帝國的逆襲（太田健二郎）
- 宇宙戰艦大和號 二重銀河的崩壞（太田健二郎）

2006年
- 空戰奇兵ZERO：貝爾卡戰役（日语：エースコンバット・ゼロ ザ・ベルカン・ウォー）（埃里希·希連貝蘭德）
- 超級機器人大戰XO（日语：スーパーロボット大戦GC）（彈兒）
- 浪客劍心 炎上！京都輪廻（四乃森蒼紫）

2007年
- 洛克人ZX 降臨（大賢人艾伯特）

2008年
- 超級機器人大戰Z（朱里野口）

2011年
- 第2次超級機器人大戰Z 破界篇／再世篇（朱里野口）
- 浪客劍心 再閃（四乃森蒼紫）

2012年
- 浪客劍心 完醒（四乃森蒼紫）

2013年
- 刺客任務：赦免（小鳥[34]）

2017年
- 碧藍幻想（塞巴斯蒂安[35]）
- DISSIDIA FINAL FANTASY OPERA OMNIA（日语：ディシディア ファイナルファンタジー オペラオムニア）（影子）
- 惡靈古堡7 生化危機（艾倫·波比·道格拉斯）

### 廣播劇CD
- 究極瘋狂大射擊（日语：究極パロディウス）（傑爾·B·克洛斯）
- 死神艾麗絲（刻耳柏洛斯）
- 寶貝神獸（日语：PON!とキマイラ）（克里姆遜）
- Monster Maker 廣播劇CD 找出魔劍死亡之刃！（日语：モンスターメーカー#ドラマCD）（大公）

### 外語配音

#### 演員
鮑勃·奧登科克
- 絕命毒師（Jimmy McGill）
  - 絕命律師（Jimmy McGill）
- 怪獸高中（英语：Freaks of Nature (film)）（Shooter Parker）
- 女友日（英语：Girlfriend's Day）（Ray）
- 郵報：密戰（班·巴格迪基（英语：Ben Bagdikian））

比爾·莫瑞
- 特務行不行（Agent 13）※朝日電視台版。
- 魔鬼剋星（Walter Peck博士）※影碟版。
  - 魔鬼剋星2（Walter Peck博士）※影碟版。
  - 魔鬼剋星 (2016年電影)（Martin Heiss博士）
- 今天暫時停止（Phil Connors）
- 海海人生（英语：The Life Aquatic with Steve Zissou）（Steve Zissou）※DVD版。
- 異形奇花（英语：Little Shop of Horrors (1986 film)）（Arthur Denton）
- 月升王國（Mr. Bishop）
- 沙漠搖滾夢（英语：Rock the Kasbah (film)）（Richie Lanz）
- 把逋如何？（英语：What About Bob?）（Bob Wiley）
- 屍樂園（Bill Murray[注 5]）
  - 喪屍樂園：連環屍殺（Bill Murray[注 5]）

比爾·普爾曼
- 鬼馬小精靈（英语：Casper (film)）（詹姆斯·哈維博士）※日本電視台版。
- 伸冤人（布萊恩·普拉默）
- 玩酷子弟（英语：Igby Goes Down）（Jason Slocumb, Sr.）
- ID4星際終結者（湯瑪斯·J·惠特摩總統）※影碟版。
  - ID4星際重生[36]（湯瑪斯·J·惠特摩前總統）
- 枕邊不細語（英语：Sibling Rivalry (film)）（Nicholas Meany）
- 西雅圖夜未眠（Walter）※影碟版。

凱文·貝肯
- 阿波羅13號（傑克·斯威格特）※影碟／富士電視台版。
- 黑勢力 (2015年電影)（Charles McGuire）
- 黑暗來臨（英语：The Darkness (film)）（Peter Taylor）
- 請問總統先生（Jack Brennan）
- 透明人（Sebastian Caine）※朝日電視台版。
- 衰鬼刑警（Bobby Hayes）
- 驚濤駭浪（英语：The River Wild）（Wade）※影碟版。
- 從地心竄出（英语：Tremors (film)）（Valentine "Val" McKee）※影碟版。
- X戰警：第一戰（塞巴斯汀·尚（英语：Sebastian Shaw (comics)））

丹尼爾·斯特恩
- 反斗星玩轉綠林（英语：Bushwhacked (film)）（“麥德”·麥克斯·格拉比斯凱）
- 阿達球迷鬧籃壇（英语：Celtic Pride）（Mike O'Hara）
- 小鬼當家（Marv）※影碟版。
- 小鬼當家2（Marv）※影碟版。
- 烈血海底城（Buzz 'Sixpack' Parrish）※朝日電視台版。
- 金臂小子（英语：Rookie of the Year (film)）（Phil Brickma）

大衛·休里斯
- 第六感追緝令2（Roy Washburn刑事）
- 恐龍帝國（英语：Dinotopia (miniseries)）（Cyrus Crabb）
- 攔截人魔島（英语：The Island of Dr. Moreau (1996 film)）（Edward Douglas）※朝日電視台版。
- 超危險特工2：狠戰（青蛙）

蓋瑞·歐德曼
- 聖誕夜怪譚（Bob Cratchit、Jacob Marley）
- 奪天書（Billy Carnegie）
- 最黑暗的時刻（溫斯頓·邱吉爾）
- 猩球崛起：黎明的進擊（屈里弗斯）
- 六人行（理查德·克羅斯比）
- 人魔（梅森·韋格爾（英语：Mason Verger））※Netflix版。
- 殺手保鑣（弗拉迪斯拉夫·杜霍維奇）
- 這個殺手不太冷（諾曼·史丹菲爾（英语：Norman Stansfield））※朝日電視台版。
- 友軍倒下（英语：Man Down (film)）（裴頓上尉）
- 雨之牙──殺手雷恩（英语：Rain Fall）（Hiltzer）
- 機器戰警（丹尼·諾頓博士）
- 流血的羅密歐（英语：Romeo Is Bleeding）（Jack Grimaldi）※影碟版。
- 真愛一生（英语：The Scarlet Letter (1995 film)）（亚瑟·丁梅斯代尔）
- 愛上火星男孩（英语：The Space Between Us (film)）（Nathaniel Shepherd）
- 智慧囚屋（英语：Tau (film)）（Tau）
- 奧本海默 （哈里·S·杜鲁门）※影碟與串流版。

吉恩·懷爾德
- 愛情一籮筐（英语：Funny About Love）（Duffy Bergman）
- 陰謀詭計（英语：Hanky Panky (1982 film)）（Michael Jordon）
- 愛聽聞（英语：See No Evil, Hear No Evil）（David "Dave" Lyons）
- 油腔滑調（英语：Stir Crazy (film)）（Skip Donahue）
- 歡樂糖果屋[注 6]（威利·旺卡）

伊恩·麥克夏恩
- 捍衛任務系列（溫斯頓）
  - 捍衛任務
  - 捍衛任務2：殺神回歸 ※BD&DVD版[37]。
  - 捍衛任務3：全面開戰 ※BD&DVD版[38]。

約翰·屈伏塔
- 超危險犯罪（Eddie）
- 暴力山谷（英语：In a Valley of Violence）（Marshal Clyde Martin）
- 劍魚行動（Gabriel Shear）※日本電視台版。

寇特·羅素
- 妖魔大鬧唐人街（Jack Burton）※富士電視台版。
- 私法行動（英语：Dark Blue (film)）（Eldon Perry）
- 從前，有個好萊塢（Randy）
- 探戈與金錢（英语：Tango & Cash）（Gabriel Cash）※影碟／朝日電視台版。

梅爾·吉勃遜
- 驚弓之鳥（英语：Bird on a Wire (film)）（Richard "Rick" Jarmin）※朝日電視台版。
- 絕命大反擊（英语：Conspiracy Theory (film)）（Jerry Fletcher）※影碟版。
- 轟天炮3（英语：Lethal Weapon 3）（馬丁·瑞格）※影碟版。
- 轟天炮4（Martin Riggs）※影碟版。
- 超級王牌（Bret Maverick）※影碟版。
- 衝鋒飛車隊系列（"Mad" Max Rockatansky）
  - 衝鋒飛車隊 ※日本電視台版[注 7]。
  - 衝鋒飛車隊2 ※Supercharger版。
  - 衝鋒飛車隊續集 ※Supercharger版。
- 男人百分百（Nick Marshall）※影碟版。

米基·洛克
- 愛你九週半（John Gray）
  - 愛你九週半2（John Gray）
- 13（英语：13 (2010 film)）（Patrick Jefferson）
- 天使心 (1987年電影)（Harry Angel／Johnny Favorite）※朝日電視台版[注 7]。
- 體熱（英语：Body Heat）（Teddy Lewis）
- 黑街殺手（英语：Bullet (1996 film)）（Butch 'Bullet' Stein）
- 送信者（英语：The Courier (film)）（Maxwell）
- 血戰墓碑鎮（英语：Dead in Tombstone）（惡魔）
- 致命時刻（英语：Desperate Hours）（Michael Bosworth）
- 浴血任務（Tool）
- 致命假期（英语：Fall Time）（Florence Nightingale）
- 1996暴力衝鋒隊（英语：Harley Davidson and the Marlboro Man）（哈雷·戴維森）※VHS／朝日電視台版。
- 爪哇火線（英语：Java Heat）（Malik）
- 火線救援（Jordan Kalfus）※影碟版。
- 萬惡城市（Marv（英语：Marv (Sin City)））
- 萬惡城市2：紅顏奪命（Marv）
- 野蘭花（英语：Wild Orchid (film)）（James Wheeler）
- 力挽狂瀾（Randy "The Ram" Robinson）
- 龍年（英语：Year of the Dragon (film)）（Stanley White）※TBS版。

尼可拉斯·凱吉
- 今夜你寂寞嗎（英语：Honeymoon in Vegas）（Jack Singer）
- 死亡之吻（英语：Kiss of Death (1995 film)）（Little Junior Brown）
- 天堂有難（英语：Trapped in Paradise）（Bill Firpo）

李察·吉爾
- 艾蜜莉亞：夢想起飛（英语：Amelia (film)）（喬治·P·普特南（英语：George P. Putnam））
- 盜貼人生（英语：The Double (2011 film)）（Paul Shepherdson）
- 第一武士（英语：First Knight）（Lancelot）
- 伴我情深（英语：Mr. Jones (1993 film)）（瓊斯先生）
- 羅丹薩的夜晚（英语：Nights in Rodanthe）（Paul Flanner）
- 絕不留情（英语：No Mercy (film)）（埃迪·吉列特）
- 一級恐懼（Martin Vail）

羅賓·威廉斯
- 布魯克林最憤怒的人（英语：The Angriest Man in Brooklyn）（Henry Altmann）※影碟版。
- 八月迷情（Maxwell "Wizard" Wallace）
- 鳥籠（Armand Goldman）※影碟版。
- 名嘴大丈夫（英语：Cadillac Man）（Joey O'Brien）※VHS版。
- 早安越南（Adrian Cronauer上等兵）※影碟版。
- 歐吉桑卡好（Daniel "Dan" Rayburn）
- 玩具兵團（英语：Toys (film)）（Leslie Zevo）

西恩·潘
- 情梟的黎明（David Kleinfeld）
- 彩色響尾蛇（英语：Colors (film)）（丹尼·麥克加文）
- 魔鬼警長地域鎮（英语：State of Grace (film)）（Terry Noonan）※VHS版。
- 我們不是天使（英语：We're No Angels (1989 film)）（Jim）

宋康昊
- 密探（李禎出）
- 辯護人（宋佑碩）
- 觀相（金來景）

史提夫·馬丁
- 比利·林恩的中場戰事（Norm Oglesby）
- 我的野蠻網友（英语：Bringing Down the House (film)）（Peter Sanderson）
- 鬼頭天兵（英语：Sgt. Bilko）（Ernest G. Bilko曹長）

蒂姆·羅賓斯
- 救世鼎立戰（英语：The Brink (TV series)）（Walter Larson）
- 百萬金臂（Ebby Calvin "Nuke" LaLoosh）※朝日電視台版。
- 時空攔截（英语：Jacob's Ladder (film)）（Jacob "Professor" Singer）※日本電視台版。
- 肖申克的救贖（Andy Dufresne）※TBS版。

蒂姆·羅斯
- 尋夢天堂（英语：Animals with the Tollkeeper）（亨利）
- 鬼水（英语：Dark Water）（Jeff Platzer律師）
- 不間斷殺機（英语：Emmett's Mark）（John Harrett）
- 超狂亨利（Henry的父親）
- 黑色追緝令（Ringo／"Pumpkin"）
- 落水狗（Mr. Orange／Freddy）

湯姆·貝林傑
- 戰略陰謀（英语：Sniper (1993 film)）系列（Thomas Beckett）
  - 戰略陰謀2 ※影碟版。
  - 戰略陰謀3 ※影碟版。
  - 戰略陰謀5
  - 戰略陰謀7

湯姆·漢克斯
- 紅粉聯盟（Jimmy Dugan）※日本電視台版。
- 愛情速可達（Larry Crowne）
- 大夢想家（華特·迪士尼）

威廉·阿瑟頓
- 終極警探（Richard Thornburg）※朝日電視台版。
- 尋找顧巴先生（英语：Looking for Mr. Goodbar (film)）（James）※朝日電視台版。
- 橫衝直撞大逃亡（Clovis Michael Poplin）※朝日電視台版。

伍迪·哈里森
- 2012（Charlie Frost）
- 鬼膽神偷（英语：After the Sunset）（Stan Lloyd）※影碟版。
- 銀線風暴（英语：Money Train）（Charlie Kaylor）※影碟版。
- 情色陷阱（英语：Palmetto (film)）（Harry Barber）※影碟版。
- 情色風暴1997（拉里·弗林特）

#### 電影
| 作品年份 | 作品名稱                    | 配演角色                            | 演員                | 媒介                            |
| -------- | --------------------------- | ----------------------------------- | ------------------- | ------------------------------- |
| 1953     | 羅馬假期                    | 馬里奧·德拉尼                       | 保羅·卡利尼         | TBS版                           |
| 1954     | 七對佳偶                    | 班傑明                              | 傑夫·理查茲         | TBS版                           |
| 1954     | 羅密歐與茱麗葉              | 羅密歐·蒙泰古                       | 勞倫斯·哈維         | TBS版                           |
| 1957     | 桂河大橋                    | 謝曼中校                            | 威廉·荷頓           | DVD版本                         |
| 1963     | 第三集中營                  | 西爾特斯                            | 史提夫·麥昆         | 東京電視台版                    |
| 1964     | 黑暗中的射擊                | 赫丘利·拉喬伊                       | 格雷厄姆·史塔克     | 東京電視台版                    |
| 1964     | 詹姆士·龐德大戰金手指       | 機場警衛人員                        | －                  | 朝日電視台版                    |
| 1967     | 格里芬歷險記                | 埃里克·格里芬                       | 羅迪·麥克道爾       | －                              |
| 1967     | 復仇的日子                  | －                                  | －                  | TBS版                           |
| 1970     | 風流軍醫俏護士              | 約翰·馬爾卡希神父                   | 雷內·奧柏戎諾瓦     | 富士電視台版／BD&DVD收錄        |
| 1971     | 神鷹大作戰                  | 莫菲                                | 大衛·韋斯頓         | TBS版／DVD收錄                  |
| 1972     | 魂斷天外天                  | 約翰·基南                           | 克里夫·帕茲         | 朝日電視台版／回憶復刻版BD收錄  |
| 1972     | 與我同行                    | －                                  | －                  | 日本電視台版                    |
| 1972     | 別為我哭泣，比利            | 比利·威廉斯                         | 克里夫·帕茲         | 富士電視台版                    |
| 1973     | 諸神的黃昏                  | 約瑟夫·凱因茨穆勒醫生 等            | 佛克·博內－         | 關西電視台版／BD收錄            |
| 1973     | 逃離惡魔島                  | 安德烈·馬特里特                     | 羅伯特·德曼         | 富士電視台版                    |
| 1973     | 刁手怪招                    | 麻雀大將                            | 石天                | BD版本                          |
| 1974     | 猛龍鐵金剛                  | 拉瑞·門多薩                         | 亞歷山卓·雷         | 電視播出版                      |
| 1974     | Stone                       | 史東                                | 肯·肖爾特           | TBS版／影碟收錄                 |
| 1974     | 老人與貓                    | 諾曼·康貝斯                         | 喬什·莫斯特         | 朝日電視台版／BD收錄            |
| 1974     | 火燒摩天樓                  | 蓋瑞·帕克參議員                     | 勞勃·范恩           | TBS版                           |
| 1975     | 熱天午後                    | 李昂·夏默                           | 克里斯·薩蘭登       | －                              |
| 1976     | 飆車熱情                    | 邁克爾·班農                         | 邁克爾·薩拉辛       | TBS版                           |
| 1976     | 卡桑德拉大橋                | 羅比·納瓦羅                         | 馬田·辛             | LD版本                          |
| 1977     | 奇襲恩培德                  | 威爾弗雷德·博澤                     | 霍斯特·布赫霍爾茲   | 富士電視台版／DVD收錄           |
| 1977     | 星際大戰4：曙光乍現         | 魏吉·安地列斯                       | 丹尼斯·勞森         | 日本電視台1983年播出版          |
| 1977     | 肯德基炸電影                | 報導爆炸宣言新聞的主播佐治·拉辛比   | －                  | －                              |
| 1977     | 轉捩點                      | 尤里·科佩金                         | 米哈伊·巴里什尼科夫 | 機內上映版本                    |
| 1977     | 週末夜狂熱                  | －                                  | －                  | 朝日電視台版                    |
| 1978     | 上錯天堂投錯胎              | 東尼·艾伯特                         | 查爾斯·格羅丁       | －                              |
| 1979     | 殺神輓歌                    | 路得                                | 大衛·派屈克·凱利    | －                              |
| 1980     | 凶煞魚怪                    | 強尼·伊格爾                         | 安東尼·潘納         | TBS版                           |
| 1981     | 二八佳人花公子              | 亞瑟·巴赫                           | 達德利·摩爾         | －                              |
| 1981     | 無盡的愛                    | 凱思·巴特菲爾德                     | 詹姆士·史碧達       | 日本電視台版                    |
| 1981     | 災難水世界2                 | 泰勒·謝曼                           | 史蒂夫·馬拉楚克     | 日本電視台版                    |
| 1982     | 大失蹤                      | 查爾斯·霍爾曼                       | 約翰·席亞           | 日本電視台版                    |
| 1982     | 軍官與紳士                  | 席德·沃利                           | 大衛·凱斯           | 富士電視台版                    |
| 1983     | 人生七部曲                  | 劇中的15個角色                      | 格雷厄姆·查普曼     | －                              |
| 1983     | 你整我，我整你              | 路易士·溫索普三世                   | 丹·艾克洛德         | 富士電視台版                    |
| 1984     | 燃燒的凝視                  | 安德魯·“安迪”·麥基                  | 大衛·凱斯           | －                              |
| 1984     | 美國往事                    | 佩西                                | 詹姆斯·海登         | 朝日電視台版                    |
| 1984     | 毀天滅地                    | 馬拉克                              | 崔西·沃特           | 朝日電視台版                    |
| 1984     | 布偶占領曼哈頓              | Gonzo                               | 大衛·戈爾茲〈配音〉 | CBS／FOX Video版                |
| 1984     | 兵來將擋                    | 威利·庫柏                           | 達德利·摩爾         | 電視播出版／DVD收錄             |
| 1985     | 福星高照                    | 花旗參                              | 秦祥林              | －                              |
| 1985     | 神祕約會                    | 蓋瑞·格拉斯                         | 馬克·布魯姆         | DVD版本                         |
| 1985     | 重返奧茲國                  | 惠勒的老闆                          | －                  | 劇院公映版本／Pony Canyon、萬代 |
| 1985     | 吸血鬼就在隔壁              | 傑瑞·丹德瑞奇                       | 克里斯·沙蘭登       | 朝日電視台版                    |
| 1985     | 聖誕快樂又瘋狂              | 艾瑞克                              | 傑弗瑞·克萊默       | 朝日電視台版                    |
| 1985     | 愛麗絲夢遊仙境 (1985年電影) | 假海龜                              | 林戈·斯塔爾         | [ 注 17 ]                       |
| 1986     | 雙星趕月                    | 丹尼·科斯坦佐                       | 比利·克里斯托       | TBS版                           |
| 1986     | 飛天俠盜                    | 巴尼                                | 史考特·麥金尼斯     | 影碟／電視播出版                |
| 1986     | 前進高棉                    | 沃爾夫中尉                          | 馬克·摩西           | 朝日電視台版                    |
| 1987     | 超越顛峰                    | 林肯·霍克                           | 席維斯·史特龍       | 朝日電視台版                    |
| 1987     | 霹靂炮2                     | 比利·羅斯伍德                       | Judge Reinhold      | 富士電視台版                    |
| 1987     | 大白鯊4：驚海尋仇           | 邁克爾·布羅迪                       | 蘭斯·蓋斯特         | 日本電視台版                    |
| 1987     | 漢堡高地                    | 亞當·法蘭茲                         | 迪倫·麥狄蒙         | TBS版                           |
| 1987     | 三個奶爸一個娃              | 邁克爾·凱拉姆                       | 斯蒂夫·古根伯格     | VHS版本                         |
| 1987     | 未來特警                    | 巴拉德                              | 湯姆·伯林森         | 影碟版本                        |
| 1988     | 頭條大新聞                  | 約翰·L·沙利文四世                   | 畢·雷諾斯           | 電視播出版                      |
| 1988     | 陰間大法師                  | 亞當·麥特蘭                         | 艾力·寶雲           | －                              |
| 1988     | 風雲際會                    | 麥德馬提根                          | 方·基默             | TBS版                           |
| 1988     | 四個千金兩個媽              | 魯內·迪米克                         | 佛瑞德·華德         | VHS版本                         |
| 1988     | 午夜狂奔                    | 艾迪·莫斯科尼                       | 喬·潘托利亞諾       | 朝日電視台版                    |
| 1988     | 紅色警探                    | 阿特·瑞德茲克探長                   | 吉姆·貝魯什         | VHS版本                         |
| 1988     | 來去美國                    | 塞米 醜陋女子 理髮師莫里斯 布朗牧師 | 阿塞尼奧·霍爾飾演   | 富士電視台版                    |
| 1988     | 霹靂五號2                   | 班傑明·賈維里                       | 費舍·斯蒂文斯       | VHS版本                         |
| 1988     | 重振雄風                    | 艾倫·艾波比                         | 哈羅德·雷米斯       | －                              |
| 1988     | 鐵鷹F-16續集                | 尤里·洛巴诺夫                       | 科魯姆·費奧瑞       | －                              |
| 1988     | 少年愛因斯坦                | 普雷斯頓                            | 約翰·霍華德         | VHS版本                         |
| 1989     | 在地心攔截                  | 凱文·麥克布萊德                     | 葛瑞格·艾文根       | 朝日電視台版／BD收錄            |
| 1989     | 地獄來的芳鄰                | 阿特·韋恩格納                       | 瑞克·杜科蒙         | 朝日電視台版                    |
| 1989     | 航越地平線                  | 休吉·瓦里納                         | 比利·贊恩           | 東京電視台版／BD收錄            |
| 1989     | 無敵浩克的審判              | 馬修·梅鐸／夜魔俠                   | 雷克斯·史密斯       | VHS版                           |
| 1989     | 刁手怪招                    | 麻雀大將                            | 石天                | 影碟版本                        |
| 1989     | 七月四日誕生                | 史蒂文·博耶                         | 傑瑞·萊文           | 朝日電視台版                    |
| 1990     | 史丹利與愛莉絲              | 史丹利·庫克斯                       | 羅伯特·德尼羅       | VHS版                           |
| 1990     | 與狼共枕                    | 阿馬多爾                            | 米高·菲爾           | 朝日電視台版                    |
| 1990     | 浩氣蓋山河                  | 約翰·漢寧·斯皮克                    | 伊恩·格雷           | 朝日電視台版                    |
| 1990     | 喋血街頭                    | 阿樂                                | 任達華              | VHS版                           |
| 1990     | 鐵甲人魔                    | 摩西·“硬莫”·巴克斯特                | 迪倫·麥狄蒙         | VHS版                           |
| 1990     | 四海好傢伙                  | 亨利·希爾                           | 雷·利奧塔           | －                              |
| 1990     | 三個奶爸一個妞              | 愛德華·哈格里夫                     | 克里斯多佛·卡茲諾夫 | 影碟版本                        |
| 1991     | 鬼屋24小時                  | Chris Thorne                        | Chevy Chase         | －                              |
| 1991     | 城市滑頭                    | Mitch Robbins                       | Billy Crystal       | VHS版本                         |
| 1991     | Bingo                       | Hal Devlin                          | David Rasche        | －                              |
| 1991     | 街頭俏妞                    | Bill Dancer                         | Jim Belushi         | 影碟版本                        |
| 1992     | 推動搖籃的手                | Michael Bartel                      | Matt McCoy          | 影碟版本                        |
| 1992     | 罪惡金錢                    | Johnny Stewart                      | Damon Wayans        | －                              |
| 1992     | 神鬼尖兵                    | 馬帝·畢夏普／馬丁·布萊斯            | 勞勃·瑞福           | 日本電視台版                    |
| 1992     | 家有錢坑                    | Willis Embry                        | Jeff Daniels        | －                              |
| 1993     | 決戰史達林格勒              | Fritz Reiser                        | Dominique Horwitz   | VHS&BD版本（DVD未收錄）         |
| 1993     | 心跳                        | Bill Grant                          | John Ritter         | 東京電視台版                    |
| 1993     | 瘋狗馬子                    | Mike                                | David Caruso        | －                              |
| 1993     | 雙面女蠍星                  | Bob                                 | Gabriel Byrne       | 影碟版本                        |
| 1993     | 抱得有情郎                  | Benedick                            | Kenneth Branagh     | －                              |
| 1993     | 探戈                        | Paul                                | Thierry Lhermitte   | VHS版本                         |
| 1993     | 瘋狂盯梢令                  | Chris Lecce                         | Richard Dreyfuss    | 影碟版本                        |
| 1993     | 特務家族                    | Jefferson "Jeff" Blue               | Dennis Quaid        | －                              |
| 1993     | 恐龍物語之回到未來          | 沃博                                | 傑·雷諾             | －                              |
| 1993     | 費城故事                    | 喬·米勒                             | 丹澤爾·華盛頓       | －                              |
| 1993     | 絕命終結者                  | 多克·霍利德                         | 方·基默             | DVD版本                         |
| 1994     | 殺神十號                    | Jack Dante                          | Brad Dourif         | VHS版本                         |
| 1994     | 亡命大煞星                  | Rudy Travis                         | Michael Madsen      | 影碟版本                        |
| 1994     | 美麗的折磨                  | Paul Prieur                         | François Cluzet     | －                              |
| 1994     | 魔鬼大帝：真實謊言          | Albert Gibson                       | Tom Arnold          | 影碟版本                        |
| 1994     | 搖滾總動員                  | Ian "The Shark"                     | Joe Mantegna        | －                              |
| 1994     | 獵豔狂魔                    | Loris                               | Roberto Benigni     | －                              |
| 1994     | 時空大聖                    | Claire Tyler                        | Ed Gilbert Jr.      | －                              |
| 1995     | 戰慄黑洞                    | 約翰·崔特                           | 山姆·尼爾           | 影碟版本                        |
| 1995     | 情定巴黎                    | 詐欺師鮑勃                          | 佛朗索瓦·克魯塞     | 影碟版本                        |
| 1995     | 魔宮帝國                    | 強尼·凱吉                           | 林登·阿什比         | VHS版本                         |
| 1995     | 英雄不流淚                  | 布西密                              | 史蒂夫·布西密       | 影碟版本                        |
| 1995     | 末世紀暴潮                  | 蘭尼·尼羅                           | 雷夫·范恩斯         | VHS版本                         |
| 1996     | 亡命衝擊                    | 凱西·伍德斯                         | 邁克爾·比恩         | VHS版本                         |
| 1996     | 丈夫一籮筐                  | 道格·肯尼                           | 米高·基頓           | VHS版本                         |
| 1996     | 終極悍將                    | 約翰·史密斯                         | 布魯斯·威利         | 影碟版本                        |
| 1996     | 戰慄時刻                    | 保羅·桂爾                           | 威廉·鮑德溫         | 影碟版本                        |
| 1997     | 維加斯假日                  | 韋恩·牛頓                           | 韋恩·牛頓           | 影碟版本                        |
| 1997     | 第五元素                    | 寇本·達拉斯                         | 布魯斯·威利         | 日本電視台版                    |
| 1997     | 洛城疑雲                    | 雷蒙德·布洛森                       | 提摩西·荷頓         | －                              |
| 1998     | 大聯盟3                     | 蓋斯·坎特雷                         | 斯科特·巴庫拉       | －                              |
| 1998     | La Cucaracha                | 荷西·圭拉                           | 喬昆·迪·艾曼達      | [ 注 18 ]                       |
| 1998     | 奇哥的冒險                  | 奇哥                                | 奇哥                | DVD版本                         |
| 1998     | 巨猩喬揚                    | 葛雷哥萊·“葛瑞格”·奧哈拉            | 比爾·派斯頓         | 朝日電視台版                    |
| 1999     | 玻璃樽                      | 盧乃華                              | 周華健              | 2010年波麗佳音發行BD&DVD版本    |
| 1999     | 仲夏夜之夢                  | 尼克·博特姆                         | 奇雲·格連           | 影碟版本                        |
| 2000     | 王牌罪犯                    | 邁克爾·林奇                         | 凱文·斯貝西         | 影碟版本                        |
| 2000     | 海灘                        | 達菲                                | 羅勃·卡萊爾         | 日本電視台版                    |
| 2000     | 黑洞頻率                    | 弗蘭克·蘇利文                       | 丹尼斯·奎德         | 影碟版本                        |
| 2000     | 愛國者                      | 尚·維爾納佛少校                     | 傑奇·卡尤           | 東京電視台版                    |
| 2000     | 驚爆13天                    | 約翰·F·甘迺迪                       | 布魯斯·格林伍德     | 影碟版本                        |
| 2001     | 下崗風波                    | 弗朗索瓦·皮尼翁                     | 丹尼爾·奧圖         | －                              |
| 2001     | 古墓奇兵                    | Manfred Powell                      | Iain Glen           | 富士電視台版                    |
| 2001     | 龍之吻                      | Jean-Pierre Richard                 | Tchéky Karyo        | 東京電視台版                    |
| 2001     | 衝出封鎖線                  | Stackhouse                          | Gabriel Macht       | 富士電視台版                    |
| 2002     | 天蛾人的預言                | Gordon Smallwood                    | Will Patton         | 東京電視台版                    |
| 2002     | 見鬼                        | 羅醫師                              | 陳之財              | DVD版本                         |
| 2002     | 限制級戰警                  | Milan Sova                          | Richy Müller        | 影碟版本                        |
| 2002     | 美麗蹺佳人                  | Earl Smooter                        | Fred Ward           | －                              |
| 2003     | 贖金之王2：皇廷激戰         | Roy O'Bannon                        | Owen Wilson         | －                              |
| 2003     | 空無一物                    | Dave                                | David Ian Hewlett   | －                              |
| 2004     | 第一千金                    | John MacKenzie總統                  | Michael Keaton      | －                              |
| 2004     | 彼得謝勒的生與死            | Maurice Woodruff                    | Stephen Fry         | －                              |
| 2004     | 酒佬日記                    | Miles Raymond                       | Paul Giamatti       | －                              |
| 2005     | 康斯坦汀：驅魔神探          | Lucifer Morningstar                 | Peter Stormare      | 影碟版本                        |
| 2005     | 刑事                        | 安刑警                              | 安聖基              | －                              |
| 2005     | 深海尋寶                    | Derek Bates                         | Josh Brolin         | －                              |
| 2006     | 超人集中營                  | Jack Shepard／Captain Zoom          | Tim Allen           | －                              |
| 2006     | 龍捲風3：上帝的怒火         | Andreas Schütte                     | Martin Lindow       | 朝日電視台版                    |
| 2006     | 我家有個大屍兄              | Theopolis先生                       | Tim Blake Nelson    | DVD版本                         |
| 2006     | 詹姆士·龐德大戰皇家賭場     | 詹姆士·龐德                         | David Niven         | 2016年新錄製版                  |
| 2007     | The Mad                     | Jason Hunt                          | Billy Zane          | －                              |
| 2007     | 叛逆暗殺                    | Frank James                         | Sam Shepard         | －                              |
| 2007     | 異形殺戮：終極戰場          | Lee                                 | William Katt        | －                              |
| 2008     | 神鬼傳奇3                   | Maguire                             | Liam Cunningham     | 富士電視台版                    |
| 2008     | 花豹少女隊3：同一個世界     | －                                  | －                  | －                              |
| 2009     | 紳士布朗科                  | Bronco／Brutus                      | Sam Rockwell        | [ 注 19 ]                       |
| 2010     | My House Is Full of Mirrors | Riccardo                            | Enzo De Caro        | －                              |
| 2010     | 遜咖冒險王                  | Frank Heffley                       | Steve Zahn          | DVD版本                         |
| 2010     | 約會喔麥尬                  | Phil Foster                         | Steve Carell        | DVD版本                         |
| 2010     | 天龍特攻隊                  | Pensacola Prisoner Milt             | Dirk Benedict       | －                              |
| 2010     | 幸福的小雨傘                | Robert Pujol                        | Fabrice Luchini     | －                              |
| 2010     | 巨鯊大戰食人鱷              | Nigel Putnam                        | Gary Stretch        | －                              |
| 2011     | 青蜂俠 (2011年電影)         | Benjamin Chudnofsky                 | Christoph Waltz     | －                              |
| 2011     | 幸福雙贏                    | Mike Flaherty                       | Paul Giamatti       | [ 注 20 ]                       |
| 2011     | 遜咖冒險王2                 | Frank Heffley                       | Steve Zahn          | STAR CHANNEL頻道版              |
| 2012     | 吹牛伯爵歷險記              | 閔希豪森男爵                        | 揚·約瑟夫·李佛思    | [ 注 17 ]                       |
| 2013     | 新世界                      | 姜科長                              | 崔岷植              | －                              |
| 2013     | Puppet Fiction              | Falkenhorst                         | （原文配音者不詳）  | －                              |
| 2014     | 老闆不是人2                 | Bert Hanson                         | Christoph Waltz     | [ 注 19 ]                       |
| 2015     | 小烏龜是如何長大的          | Henry Hoppy先生                     | Dustin Hoffman      | [ 注 17 ]                       |
| 2015     | 銅牌巨星                    | Stan Greggory                       | Gary Cole           | DVD版本                         |
| 2015     | 男童合唱團                  | Anton Carvelle                      | Dustin Hoffman      | BD&DVD版本                      |
| 2015     | 鯊魚湖泊                    | Don Barnes                          | James Chalke        | DVD版本                         |
| 2016     | 我的特工爺爺                | 路過老頭甲                          | 石天                | －                              |
| 2016     | 會計師                      | Lamar Blackburn                     | John Lithgow        | －                              |
| 2017     | 水底情深                    | Giles                               | Richard Jenkins     | －                              |
| 2018     | 主題樂園                    | D.C.                                | Johnny Knoxville    | BD&DVD版本                      |
| 2019     | 哥吉拉II 怪獸之王           | Rick Stanton博士                    | Bradley Whitford    | 劇院公映版                      |

#### 電視影集
- 地球百子（馬庫斯·凱恩〈亨利·伊安·庫斯克〉）
- 天龍特攻隊（坦柏頓·“小白臉”·派克中尉〈德克·班奈迪（英语：Dirk Benedict）〉）
- 大偵探波洛（第1季：辛普森、第6季：阿爾弗雷德、第7季：亞瑟·海斯亭（英语：Arthur Hastings）上尉〈休·弗拉瑟（英语：Hugh Fraser (actor)）／第2代日語配音〉）※NHK版。
  - 另外從第47集「埃奇威爾爵士之死」開始擔任，補配之前富山敬擔任配音、電視上播出時被剪掉的橋段。
- 飛離航道（英语：Air America (TV series)）（威利·費雷爾〈斯科特·普蘭克（英语：Scott Plank）〉）
- 機器之心（魯迪·洛美〈麥肯齊·克魯克（英语：Mackenzie Crook）〉[45]）
- 識骨尋蹤（本森·裘德〈大衛·亞倫·葛瑞（英语：David Alan Grier）〉）
- 火線警告（曼森·吉洛伊〈克里斯·萬斯〉）
- 超市特工（哥雅首相〈亞曼·艾桑提（英语：Armand Assante）〉）
- 真相追擊 (第7季)（傑瑞·庫珀〈雷吉·羅傑斯（英语：Reg Rogers）〉）
- 神探可倫坡（強森刑警〈沃爾特·科尼格（英语：Walter Koenig）〉）
- 犯罪心理（第2季：殺手米爾·克瑞克〈傑森·歐瑪拉〉、第3季：萊斯特·瑟林律師〈史蒂芬·柯普（英语：Steven Culp）〉）
- CSI犯罪現場：紐約 (第2季)（Charles Cooper〈Seamus Dever〉）
- 雌雄探案（英语：Dempsey and Makepeace）（詹姆斯·鄧普西〈麥可·布蘭登（英语：Michael Brandon）〉）
- 狗城（英语：Dog City）（Bugsy Them〈吉姆·亨森〉）
- 福爾摩斯與華生 (第2季)（Joe Bay〈Michael Medeiros〉）
- 急診室的春天 (第11季)（Gabriel Milner〈Tom Irwin〉）
- 歡樂家庭（傑森·羅蘭·西維爾〈艾倫·錫克〉）
- 哈德卡斯爾和麥考密克（英语：Hardcastle and McCormick）（“Skid”馬克·麥考密克〈丹尼爾·休·凱利（英语：Daniel Hugh Kelly）〉）
- 我愛露茜（里奇·里卡多〈德西·阿納茲（英语：Desi Arnaz）〉）
- 王牌詐妻（麥克斯〈布萊恩·奔本〉）
- 慾望之都（英语：Las Vegas (TV series)）（保羅·安卡[注 16]）
- 末日孤艦（特克斯·諾蘭〈約翰·派珀-弗格森〉）
- 草原小屋（英语：Little House on the Prairie (TV series)）（Percival Dalton〈Steve Tracy〉）
- Mentors（英语：Mentors (TV series)）（布屈·卡西迪〉）
- 千里追蹤（英语：The Missing (TV series)）（Sam Webster〈大衛·莫瑞瑟〉）
- 今夜布偶秀（英语：Muppets Tonight）（科米蛙）
- 一分不多，一分不少（英语：Not a Penny More, Not a Penny Less）（Jean-Pierre〈Francois-Eric Gendron〉）
- 外星界限（英语：The Outer Limits (1995 TV series)）（Steven Leadbetter博士〈理查·托馬斯〉、Captain, UFS Mercury〈Brad Johnson〉）
- 疑犯追踪 (第5季)（Bella Dolchenco〈Dikran Tulaine〉）
- 未來少年菲爾（英语：Phil of the Future）（父親）
- 時空怪客（薩繆爾·“山姆”·貝克特博士〈斯科特·巴庫拉（英语：Scott Bakula）〉）
- 紅矮星號（Epidem）
- 三國演義（諸葛亮）※NHK-BS2版。
- Round the Twist（英语：Round the Twist）（Tony Twist〈Richard Moir〉）[注 21]
- 安全屋（英语：Safe House (TV series)）（Robert Carmichael〈Christopher Eccleston〉）
- 外太空1999年（英语：Space: 1999）（Bill Fraser〈John Hug〉）
- 外星戀（英语：Starman (TV series)）（Paul Forrester〈Robert Hays〉）

#### 動畫
- 阿拉丁（阿比德王子〈康尼·伯頓（英语：Corey Burton）〉）
  - 阿拉丁：賈方復仇記（阿比莫〈傑森·亞歷山大〉）
  - 阿拉丁 (動畫影集)（阿比莫〈傑森·亞歷山大〉）
- 雪地靈犬2（英语：Balto II: Wolf Quest）（鮑里斯〈鲍勃·霍斯金斯〉）
  - 雪地靈犬3（日语：バルト 大空に向かって）（鮑里斯〈鲍勃·霍斯金斯〉）
- 寶貝老闆：重出江湖（英语：The Boss Baby: Back in Business）（泰德·天普頓〈J·P·卡利亞克（英语：JP Karliak）〉）
- 希斯與利夫（爺爺、樂華）
- DC動畫宇宙（愛德華·尼格瑪／謎語人）
  - 蝙蝠俠
  - 超人：動畫系列
- 冰原歷險記（奧斯卡〈狄爾里奇·巴德〉）
- 吸食者（英语：Insektors）（克利少校）
- 花木蘭（賜福〈吳漢章〉）
- 101忠狗（拉布拉多犬）
- 比得兔與夥伴們（Todd）
- 粉紅豹（Johnny）
- 風中奇緣（Wiggins〈David Ogden Stiers〉）
- 海綿寶寶（Royal大帝王·Sama-Sama）※NHK教育版。
- 救難小英雄（Bernard〈鮑勃·紐哈特〉）※影碟版。
- 恐龍物語之回到未來（英语：We're Back! A Dinosaur's Story (film)）（Stubbs The Clown〈馬丁·肖特〉）
- X戰警 (1994年東京電視台版)（金牌手）
- 時空冒險記（Coy博士）

### 布偶劇
- 兒童布偶劇場（日语：こどもにんぎょう劇場）
  - （殿主）
  - 「國王機器人（日语：ぼくは王さま）」（國王、老師）
  - 「風」
- （助33世、刑事）

### 特攝影集
1971年
- 假面騎士（再生伊諾卡普頓的配音）

1974年
- 假面騎士X（蛤蟆五右衛門的配音[注 22]、再生庫克洛普斯的配音、再生馬赫阿基里斯的配音）
- 五人騎士對黑暗皇帝（日语：五人ライダー対キングダーク）（蛤蟆五右衛門的配音、獨眼巨人〈再登場時〉的配音）
- 百變龍

1975年
- 假面騎士Stronger（奇械人的配音、奇械人電氣的配音、荒鷲師團長的配音、狼長官的配音〈第2代〉）

1979年
- 假面騎士 (Skyrider)（的配音）

### 廣播節目
- 伊卡洛斯的誕生日
- 海賊摩亞船長的遍歷（巴隆）
- 降雨
- 最後的惑星
- 成層
- （波基）
- 電台殺手
- 廣播劇版（沖田總司）
- 歌謠連續劇（日语：歌謡ドラマ）（NHK第一，以常態來賓身份上節目）
- 關西電台 ！！安原義人目指優

### 廣播劇
- VOMIC 青之驅魔師（藤本獅郎）

### 旁白
- （朝日電視台）
- 電視托兒所

## 腳註

## 外部連結
- 安原義人｜Theatre Echo （页面存档备份，存于） （日語）